# Valea Siliștei
Valea Siliștei – wieś w Rumunii, w okręgu Vaslui, w gminie Solești. W 2011 roku liczyła 290 mieszkańców.